# グンナー・ノルダール
グンナー・ノルダール（Gunnar Nordahl, 1921年10月19日 - 1995年9月15日）は、スウェーデンのサッカー選手、サッカー指導者。現役時代のポジションはフォワード。
グンナー・グレン、ニルス・リードホルムとの、いわゆる「グレ・ノ・リ」トリオの一角として知られる。

## 経歴
デーゲルフォルシュIFでキャリアをスタートさせた後、IFKノーショーピングに移籍。ノーショーピングではリーグ戦で4回優勝、1試合で7得点を挙げたこともある。スウェーデンのクラブに在籍した期間には172試合で149得点をマークした。
1945年にスウェーデン代表に招集され、1948年までプレイ。1948年ロンドンオリンピックで得点王となり、スウェーデン代表の優勝に貢献した。
1949年1月22日に、グレン、リードホルムと共にイタリアのACミランに移籍。「グレ・ノ・リ」として知られることになる。
当時のスウェーデンではプロ選手を代表に招集しないというルールがあったため、ACミランへの移籍によってスウェーデン代表からの引退を余儀なくされた。スウェーデン代表としては30試合で44得点。一試合あたり1.5ゴールを挙げている。ACミランでは8シーズンで5回のセリエA得点王に輝く。ミランを去った後はASローマで2シーズンプレイした。
ACミランでのセリエA通算210得点はACミランの歴代最多得点記録であり、2012年にASローマのフランチェスコ・トッティに更新されるまでは単一クラブでの歴代最多得点記録だった。また、セリエAでの計225得点は、274得点のシルヴィオ・ピオラ、250得点のトッティに次ぐセリエA歴代3位の得点数であり（2022年10月11日現在）、外国籍選手としてはセリエA最多である。
1949-50シーズンに挙げたセリエAシーズン最多得点記録の35得点は2015-16シーズンでゴンサロ・イグアインが破るまで66シーズン破られなかった。
息子のトマス・ノルダールもサッカー選手で、1970年ワールドカップのスウェーデン代表メンバーだった。

## 代表歴
スウェーデン代表 1942-1948
- 代表デビュー：1942年6月28日 vs デンマーク
- 代表通算：33試合出場 43得点
- 1948 ロンドンオリンピック出場

## タイトル

### クラブ
IFKノルシェーピン
- アルスヴェンスカン：4回 (1945, 1946, 1947, 1948)
- スウェーデンカップ：1回 (1945)

ACミラン
- セリエA：2回 (1950-51, 1954-55)

### 代表
スウェーデン代表
- オリンピックサッカー金メダル：(1948)

### 個人
- アルスヴェンスカン得点王：4回 (1943, 1945, 1946, 1948)
- セリエA得点王：5回 (1950, 1951, 1953, 1954, 1955)
- オリンピックサッカー得点王：1回 (1948)
- グルドボレン：1回 (1947)
- 20世紀世界最優秀選手 46位 (国際サッカー歴史統計連盟 1999)

## 個人成績
| シーズン | クラブ               | リーグ             | リーグ | リーグ | カップ | カップ | 合計 | 合計 |
| シーズン | クラブ               | リーグ             | 試合   | 得点   | 試合   | 得点   | 試合 | 得点 |
| -------- | -------------------- | ------------------ | ------ | ------ | ------ | ------ | ---- | ---- |
| 1937-38  | ヘルネフォルスIF     | ディヴィション3    | 14     | 20     |        |        |      |      |
| 1938-39  | ヘルネフォルスIF     | ディヴィション3    | 14     | 25     |        |        |      |      |
| 1939-40  | ヘルネフォルスIF     | ディヴィション3    | 13     | 23     |        |        |      |      |
| 1940-41  | デーゲルフォルシュIF | アルスヴェンスカン | 17     | 15     |        |        |      |      |
| 1941-42  | デーゲルフォルシュIF | アルスヴェンスカン | 21     | 13     |        |        |      |      |
| 1942-43  | デーゲルフォルシュIF | アルスヴェンスカン | 20     | 14     |        |        |      |      |
| 1943-44  | デーゲルフォルシュIF | アルスヴェンスカン | 19     | 14     |        |        |      |      |
| 1944-45  | IFKノルシェーピン    | アルスヴェンスカン | 22     | 27     |        |        |      |      |
| 1945-46  | IFKノルシェーピン    | アルスヴェンスカン | 21     | 25     |        |        |      |      |
| 1946-47  | IFKノルシェーピン    | アルスヴェンスカン | 20     | 17     |        |        |      |      |
| 1947-48  | IFKノルシェーピン    | アルスヴェンスカン | 22     | 18     |        |        |      |      |
| 1948-49  | IFKノルシェーピン    | アルスヴェンスカン | 10     | 6      |        |        |      |      |
| 1948-49  | ACミラン             | セリエA            | 15     | 16     |        |        |      |      |
| 1949-50  | ACミラン             | セリエA            | 37     | 35     |        |        |      |      |
| 1950-51  | ACミラン             | セリエA            | 37     | 34     |        |        |      |      |
| 1951-52  | ACミラン             | セリエA            | 38     | 26     |        |        |      |      |
| 1952-53  | ACミラン             | セリエA            | 32     | 26     |        |        |      |      |
| 1953-54  | ACミラン             | セリエA            | 33     | 23     |        |        |      |      |
| 1954-55  | ACミラン             | セリエA            | 33     | 27     |        |        |      |      |
| 1955-56  | ACミラン             | セリエA            | 32     | 23     |        |        |      |      |
| 1956-57  | ASローマ             | セリエA            | 30     | 13     |        |        |      |      |
| 1957-58  | ASローマ             | セリエA            | 4      | 2      |        |        |      |      |
| 1959-60  | カールスタットBIK    | ディヴィション2    | 24     | 11     |        |        |      |      |
| 合計     | スウェーデン         | スウェーデン       | 237    | 228    |        |        |      |      |
| 合計     | イタリア             | イタリア           | 291    | 225    |        |        |      |      |
| 合計     | 合計                 | 合計               | 504    | 442    |        |        |      |      |

※太字は得点王